# الجامعة الحديثة للتكنولوجيا والمعلومات
الجامعة الحديثة للتكنولوجيا والمعلومات، جامعة مصرية خاصة مقرها المعادي الجديدة بمدينة القاهرة، أنشئت بموجب قرار جمهوري سنة 2004.

## الكليات
- كلية علوم الحاسب
- كلية الهندسة
- كلية الاعلام
- كلية الإدارة
- كلية الصيدلة
- كلية طب الاسنان
- كلية العلاج الطبيعي
- كلية التمريض
- كلية الطب